# فابيو (لاعب كرة قدم مواليد 1983)
فابيو هو لاعب كرة قدم برازيلي في مركز الهجوم، ولد في 13 سبتمبر 1983 في ريسيفي في البرازيل. لعب مع سبورت ريسيفي ونادي رابوتنيتشكي ونادي فاراجدين ونادي فاردار ونادي موجي ميريم.